# Duponchelia caidalis
Duponchelia caidalis là một loài bướm đêm trong họ Crambidae.